# Alberto Jorge Barreiro
Alberto Gumersindo Jorge Barreiro (Santiago de Compostela, 21 de septiembre de 1947) es un juez español, que se desempeñó como magistrado de la Sala Segunda del Tribunal Supremo entre 2009 y 2019.

## Biografía
Se licenció en Derecho en 1971 por la Universidad de esa misma ciudad. En 1978 ingresó en la Escuela Judicial y en 1979 tomó posesión como juez de Primera Instancia en Cangas del Narcea. Es profesor Asociado de Derecho Penal en la Universidad Autónoma de Madrid, en el mismo departamento en el que trabaja su hermano, Agustín Jorge Barreiro, catedrático de Derecho Penal en la UAM.
Tras su paso por Cangas del Narcea (1979), San Sebastián (1981) y Burgos (1983), en 1984 fue nombrado juez de Instrucción de Madrid. Posteriormente pasó a la Sala 15 de la Audiencia Provincial de Madrid, de la que fue presidente en 2003. Con Perfecto Andrés Ibáñez, también magistrado del Supremo, hizo durante años tándem en la sección decimoquinta de la Audiencia de Madrid. En julio de 2009 fue nombrado magistrado del Tribunal Supremo, aunque figuró en más de una terna para su ingreso en el Alto Tribunal desde 2004. Cesó en 2019, tras alcanzar la edad legal de jubilación.

## Sentencias
Alberto Jorge Barreiro instruyó la causa por intervenir las comunicaciones en prisión entre los acusados del caso Gürtel y sus abogados al exjuez de la Audiencia Nacional Baltasar Garzón, que motivó su condena por prevaricación al haber vulnerado el derecho a la defensa. En la Cadena SER se denunció que Jorge Barreiro trabajaba como profesor asociado en el departamento dirigido por Gonzalo Rodríguez Mourullo, abogado del presunto número dos de la trama Gürtel, Pablo Crespo.
También se significó creando doctrina contra la llamada «ley Corcuera», declarada inconstitucional porque el conocimiento policial de un delito no era por sí mismo argumento suficiente para un registro arbitrario. Suscribió artículos en defensa de las libertades y proponiendo, por ejemplo, la despenalización de la «okupación».
Jorge Barreiro fue responsable de la investigación al antiguo jefe del CESID (hoy CNI), el general Emilio Alonso Manglano, por espionaje telefónico. Jorge Barreiro ordenó reabrir ese caso, que una juez había archivado, redirigiendo la instrucción no solo hacia el coronel Perote, algo procesalmente impropio porque de facto planteaba anticipadamente el procesamiento de Manglano. Aunque el general fue condenado, después el TC desautorizó de modo contundente a la Audiencia y lo exculpó por haber vulnerado derechos fundamentales de algunos acusados.

### Caso Sortu
Barreiro firmó junto a otros seis magistrados del Supremo (Juan Antonio Xiol, Gonzalo Moliner, José Manuel Sieira, José Luis Calvo, Rafael Gimeno-Bayón y Manuel Alarcón) un voto discrepante con la decisión de impedir a Sortu su presencia en las elecciones de 2011. En su voto particular, creen que se debería haber admitido la actividad política del nuevo partido hasta que no se demuestre «cualquier tipo de connivencia con el terrorismo, momento en que la ley –de partidos políticos– permite su ilegalización inmediata». También hay un duro reproche a los magistrados que defendieron de forma mayoritaria que el rechazo a ETA era sólo «formal» y parte de la estrategia de la banda. 

«La resolución mayoritaria desconoce totalmente el valor decisivo que la jurisprudencia otorga a la terminante renuncia de la violencia formulada en los estatutos del nuevo partido».
Voto particular de la sentencia del caso Sortu

«El carácter contundente del rechazo de la violencia contenido en los estatutos de la nueva organización política cuya legalización se pretende, en unión de la ausencia de indicios de continuidad orgánico-funcional y financiera entre el nuevo partido y los disueltos, cumple formalmente con los requisitos establecidos en la LOPP –Ley de Partidos– para la inscripción»
Voto particular de la sentencia del caso Sortu.